# Toguczin
Toguczin – miasto w Rosji, w obwodzie nowosybirskikm, 125 km na zachód od Nowosybirska. W 2009 liczyło 21 609 mieszkańców.